# Мар'їно (маєток Строганових)
Ма́р'їно — маєток графів Строганових (згодом князів Голіциних) ХІХ століття розташований між присілками Андріаново і Тарасово (Тосненський район, Ленінградська область) за 60 км від Санкт-Петербурга. Об'єкт культурної спадщини РФ № 4710156000.

## Історія створення
1726 р. на землях, які належали Григорію Строганову, успадкованих його дружиною Марією Строгановою (Новосільцова), розпочалось будівництво садиби, яку згодом назвали в її честь.
1799 р. маєток, що належав сім'ї Строганових, перейшов у власність графові Павлу Строганову, а з 1817 р. перебував у власності його дружини, графині Софії Володимирівни Строганової, уродженої княжни Голіциної (1775—1845). Як єдина спадкоємиця маєтку Строганових, Софія Володимирівна займалась управлінням садиби (до 46 тис. осіб). Адміністрація маєтку, за бажанням Строганової, формувалась виключно з колишніх підданих. Кандидатів на різноманітні посади в маєтку виряджали до Європи для здобуття відповідної освіти за кошти господарки.  
1825 р. у Мар'їно заснували сільськогосподарську школу Строганових, у якій навчались 50 сиріт з пермських вотчин.  
1814–1817 рр. маєток перебудували під керівництвом архітектора Івана Колодіна (1788—1838); за його проектами було сформовано англійський парк і побудовано декілька паркових павільйонів (зокрема, фільварок).
У маєтку також працювали архітектори Мейер Х.Ф., Адам Менелас, Петро Садовніков.
1845 р. власницею «мар'їнського майорату» стає князівна Аделаїда (Аґлая) Павлівна Голіцина (1799—1882) — фрейліна, кавалерійна дама ордену св. Катерини дрібного хреста, з 1821 року дружина князя В. С. Голіцина (1794—1836).
1836 р. маєток успадкував її онук, князь Павло Павлович Голіцин, господарем якого був до 1914 року.
1914 р. садиба переходить у спадок до його сина, Сергія Павловича Голіцина (1898—1938, розстріляний).
Після Революції 1917 року маєток стає суспільною власністю.
У різні часи там розміщувались: Музей шляхетного побуту (до 1929 року), санаторій для членів Академії наук, Гірничо-геологічний НДІ АН, дитячий будинок, пансіонат для військового заводу.
У Мар'їно проводив свої досліди лісівник Теплоухов О.Є.  
З 2008 року маєток Мар'їно, як приватна власність, належить Галині Георгівні Степановій.

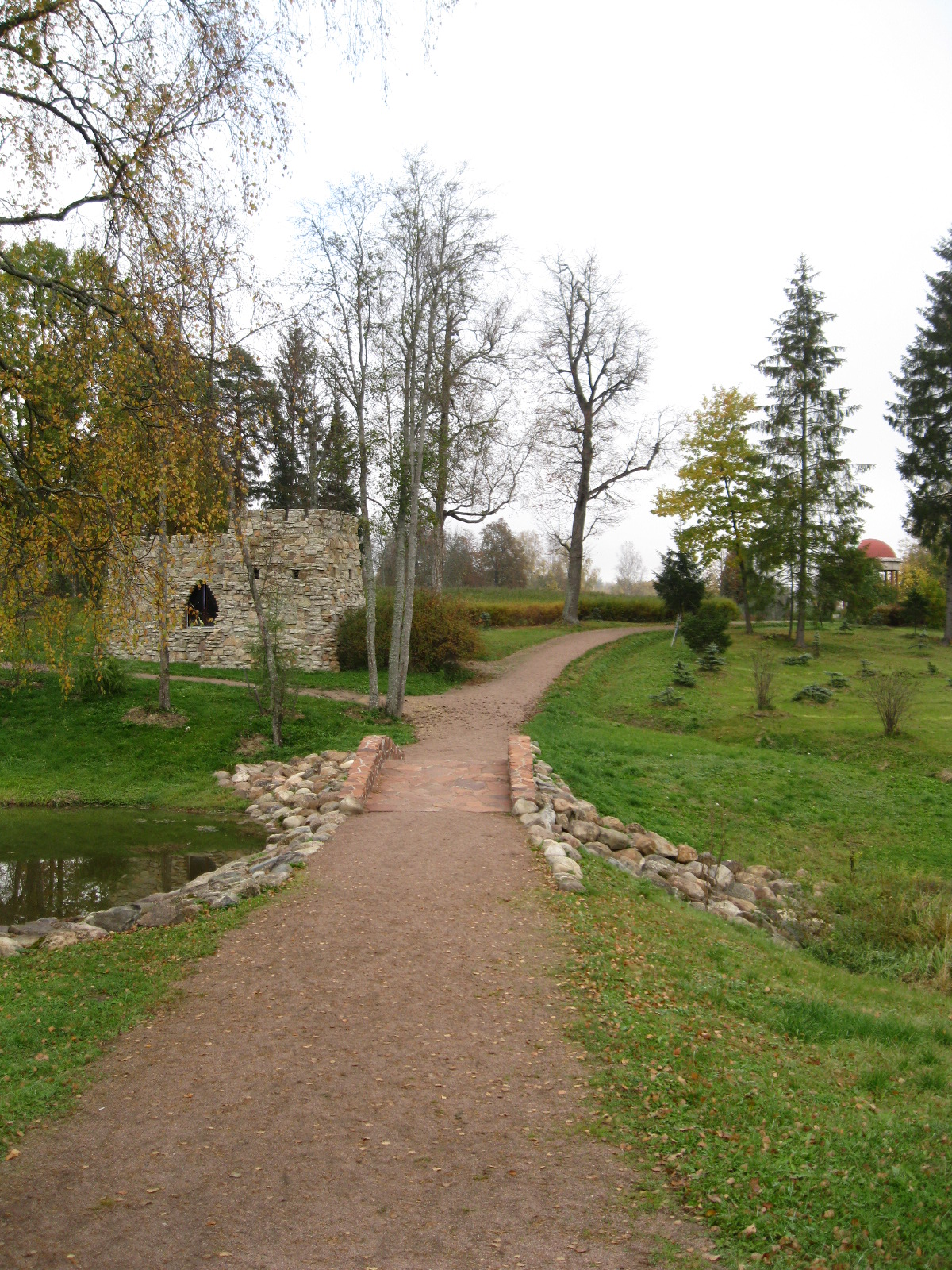
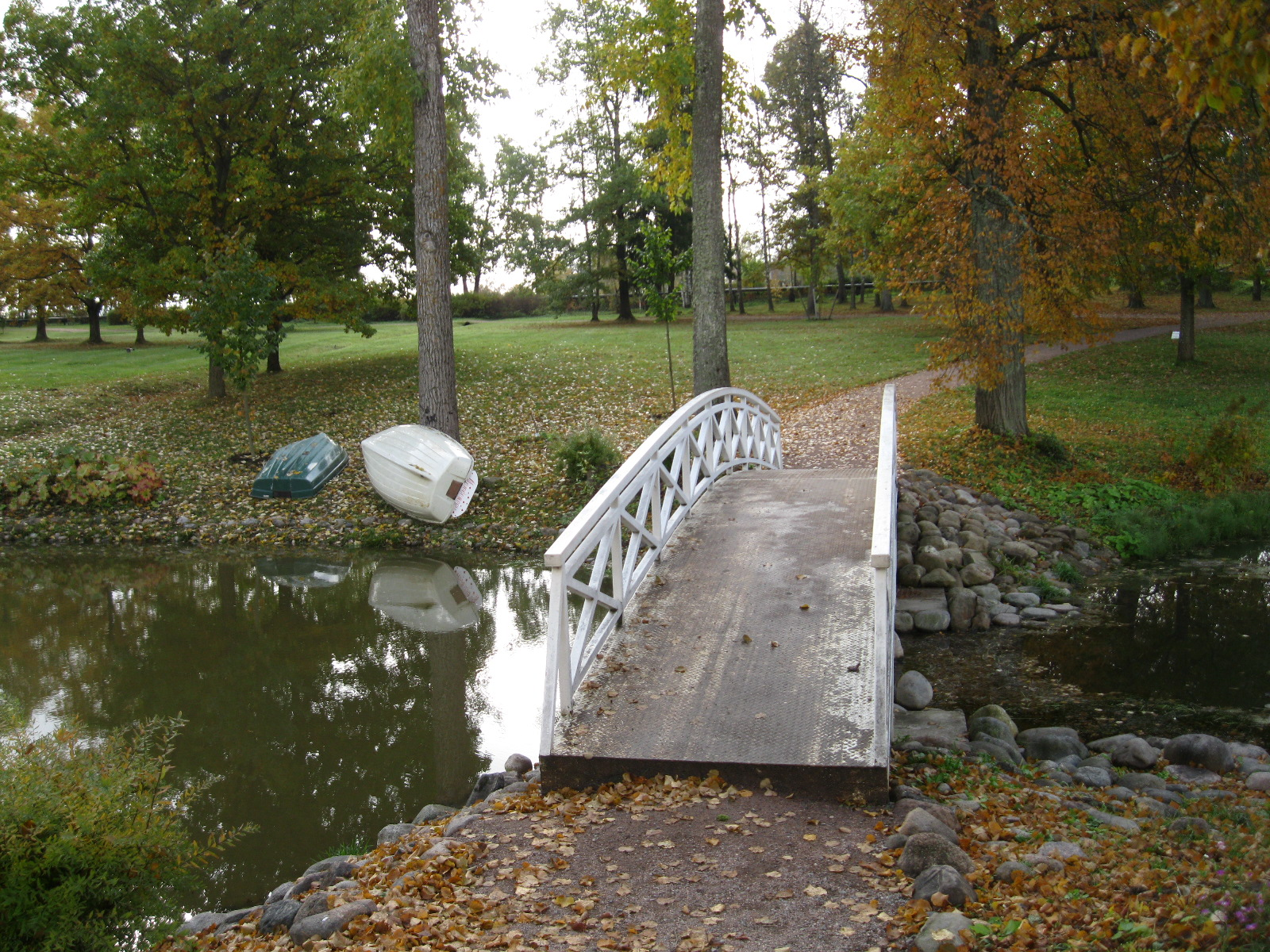
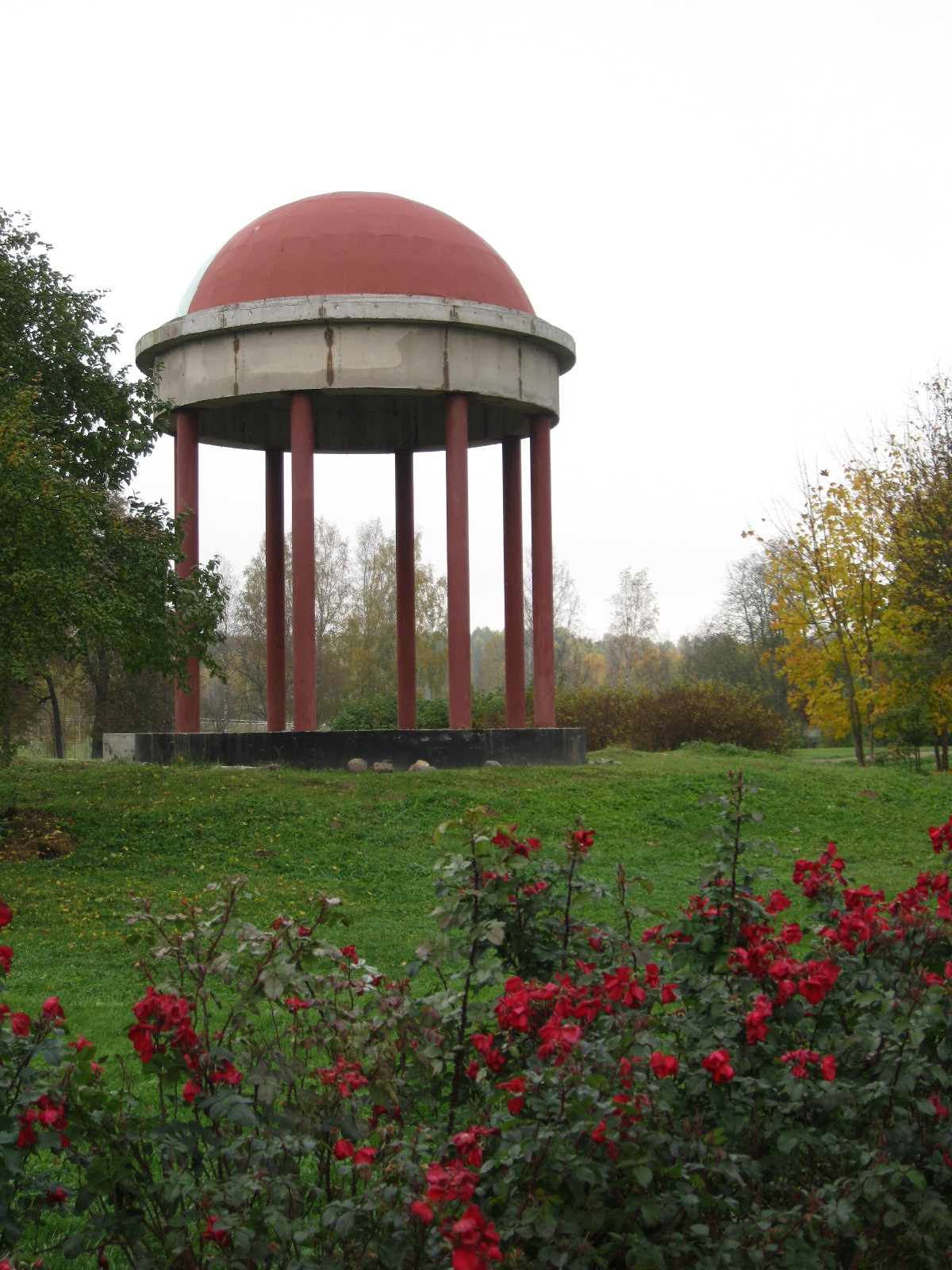
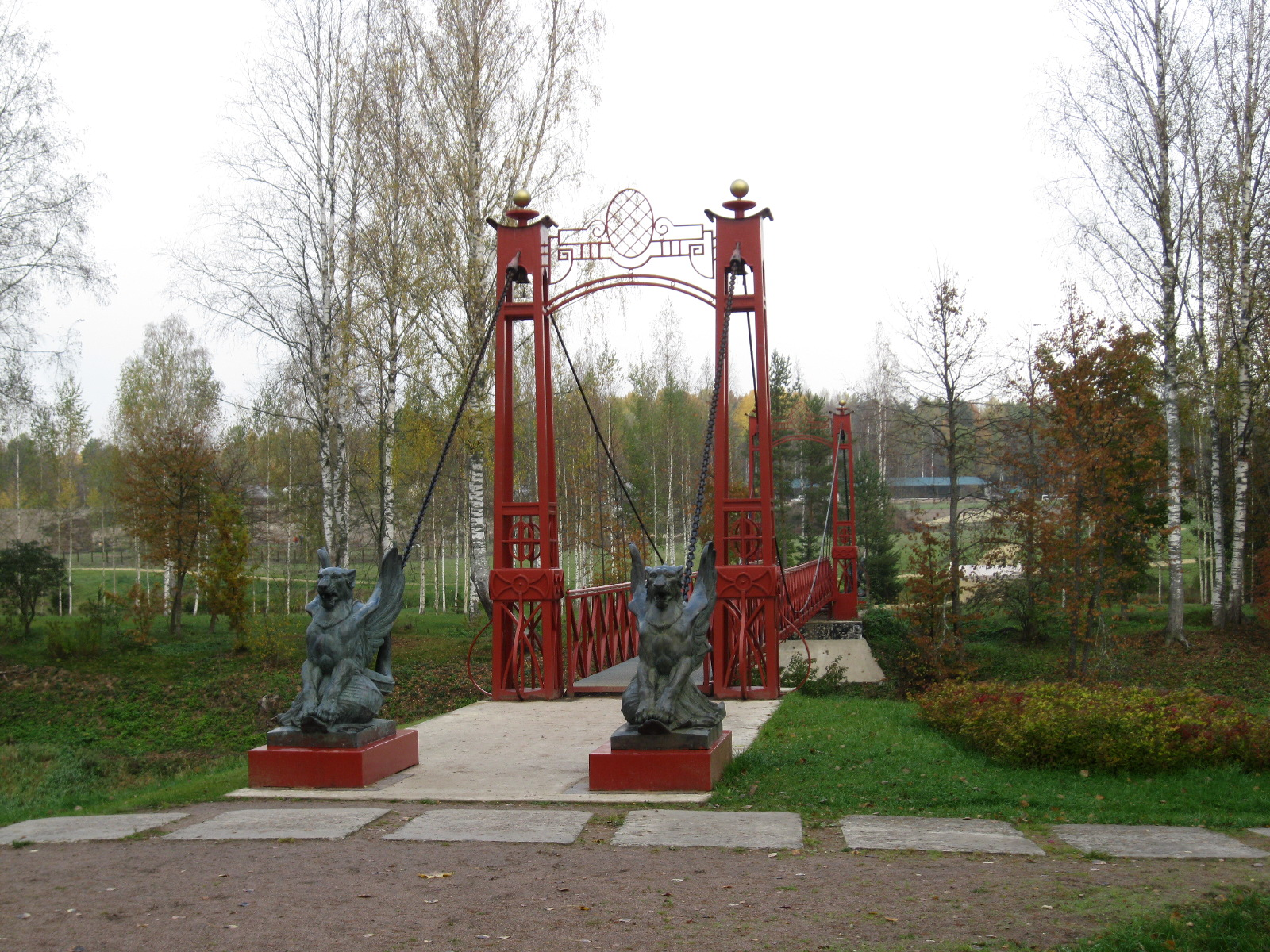
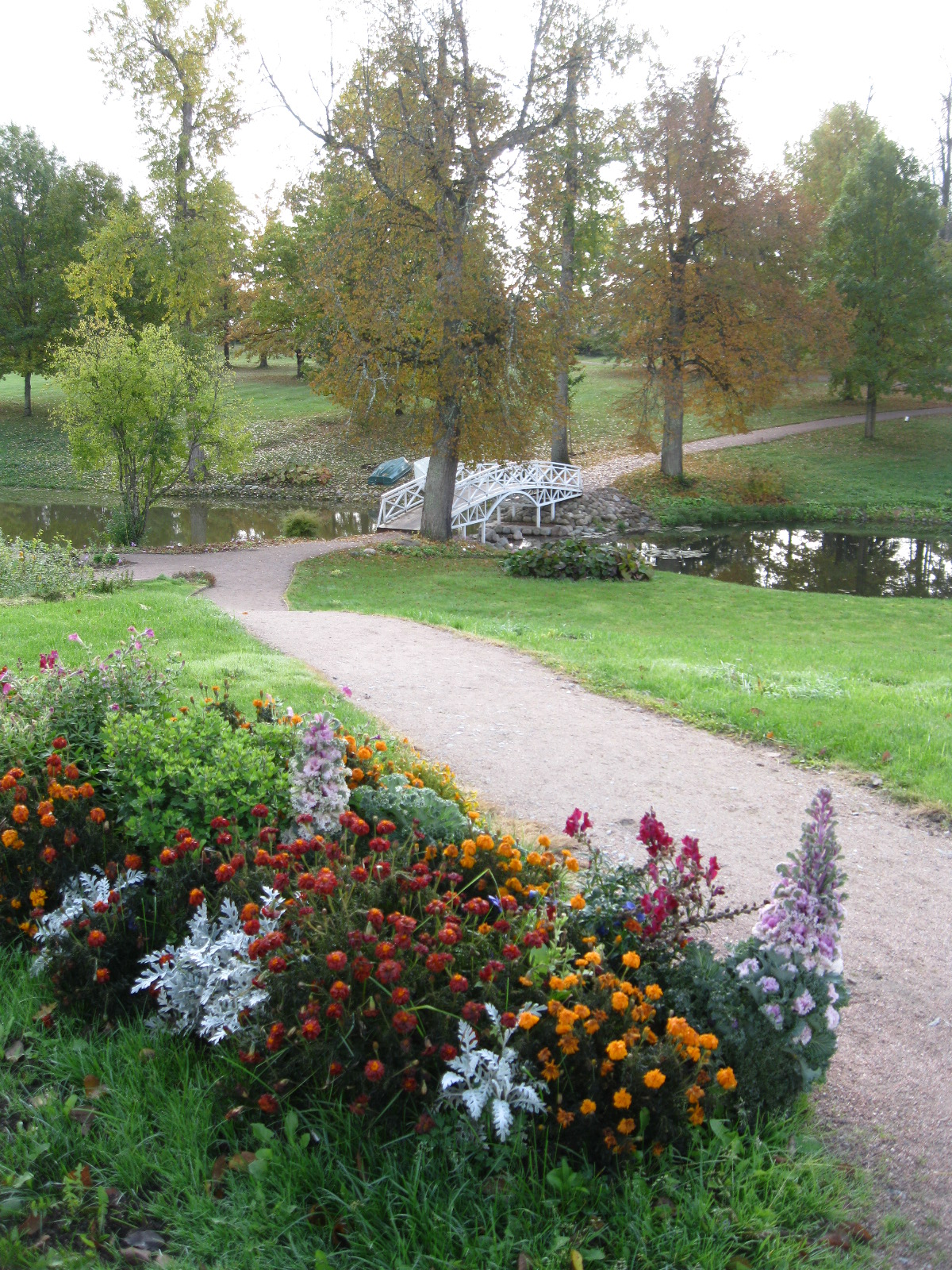